# سینمای آرژانتین
سینمای آرژانتین (انگلیسی: Cinema of Argentina) به صنعت فیلمسازی در کشور آرژانتین، نهادها و سازمان‌های سینمایی و جشنواره‌های سینمایی داخلی و بین‌المللی و به بدنه هنری آن اشاره دارد. در حال حاضر در بین کشورهای آمریکای لاتین و آمریکای جنوبی، سینمای آرژانتین پس از سینمای برزیل و سینمای مکزیک، سومین کشور پیشرفته در این عرصه به‌شمار می‌رود. تعدادی از اهالی سینمای آرژانتین به عنوان کارگردان، بازیگر، فیلمبردار و تخصص‌های دیگر سینمایی در سینمای هالیوود و سینمای کشورهای اسپانیایی زبان فعالیت دارند. ضمن اینکه سینمای آرژانتین بیش از سه دهه است که تولیدات مشترک زیادی با کشورهای همسایه و همچنین کمپانی‌های فیلمسازی اروپایی و آمریکایی دارد.

## پیشینه
شروع فیلمسازی در آرژانتین توسط یک کارگردان ایتالیایی‌تبار به نام ماریو گالو صورت گرفت. گالو بین سال‌های ۱۹۰۱ تا ۱۹۰۸ چندین فیلم کوتاه ساخت. در ۱۹۱۴ آمالیا ساخته انریکه گارسیا ولوسو با اقتباس از رمانی نوشته خوزه مورمول ساخته شد که احتمالاً اولین فیلم صامت مهم تاریخ سینمای آرژانتین است.
در دهه ۲۰ ساخت فیلم‌های کم‌خرج درام، که به آنها تانگو گفته می‌شد، توسط خوزه فره‌را موفقیت بسیاری بدست آورد. فیلم تانگو در آن زمان اصطلاحاً به فیلم‌هایی گفته می‌شد که در آن صحنه‌های رقص تانگو به وفور نمایش داده می‌شد. فیلم‌های تانگو با پیدایش صدا در سینما ادامه پیدا می‌کند و حدود ۴۰ فیلم از این سبک توسط فره‌را تولید می‌شود. از دهه ۴۰ همزمان با ساخت و ساز فیلم‌های تجارتی، فیلم‌های هنری نیز هر از چند گاهی ساخته می‌شود.
با شروع حکومت دیکتاتوری خوان پرون، سینمای آرژانتین عملاً بین سالهای ۱۹۴۵ تا ۱۹۵۵ رو به افول می‌گذارد. چند سال پس از سقوط پرون؛ لئوپولدو توره نیلسون در فاصله سال‌های ۱۹۵۷ تا ۱۹۶۲ خود را در سینمای آرژانتین مطرح می‌کند و در سال‌های بعد به تثبیت می‌رسد. مهمترین فیلم او شمشیر مقدس محصول ۱۹۷۰ از مهمترین آثار سینمای آرژانتین محسوب می‌شوند.

## سال‌های اخیر

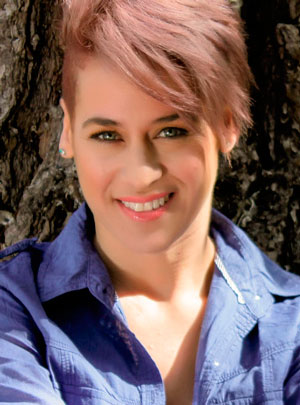
ماریا جیمنا پریرا بازیگر آرژانتینی

دهه ۸۰ و ۹۰ اوج بروز و ظهور استعدادهای آرژانتینی در جشنواره‌های خارجی است که تعدادی از آنها بعدها حتی به اسکار هم رسیدند. در میان این نسل ابتدا خوان خوزه کامپانلا مطرح شد که به خاطر فیلم راز در چشمان آن‌ها برنده اسکار بهترین فیلم خارجی زبان در اسکار ۲۰۱۰ شد. در اسکار ۲۰۱۵ نیز فیلم قصه‌های وحشی ساخته دامیان زیفرون در بین نامزدهای بهترین فیلم خارجی‌زبان گرفت.

## جشنواره‌ها و آمار و ارقام
در حال حاضر سینمای آرژانتین حدود ۸ جشنواره فیلم دارد. قدیمی‌ترین جشنواره سینمای آرژانتین جشنواره بین‌المللی فیلم ماردل پلاتا نام دارد. جایزه فرهنگستان علوم و هنرهای سینمایی آرژانتین نیز سالیانه به بهترین فیلم تعلق می‌گیرد. جشنواره مستقل فیلم آرژانتین نیز از سال ۱۹۹۹ برپا شده‌است. سینمای آرژانتین همواره سرشار از استعدادها بوده‌است و این جشنواره مستقل به ویژه نقش مهمی در شناسایی آنها داشته‌است.
تعداد سالن‌های سینما در آرژانتین ۷۹۲ سالن و تعداد جمعیت سینمارو در این کشور بیش دو میلیون و دویست هزار نفر در سال برآورد شده‌است. سینمای آرژانتین به‌طور میانگین سالیانه ۵۲ فیلم بلند تولید می‌کند.

## نگارخانه

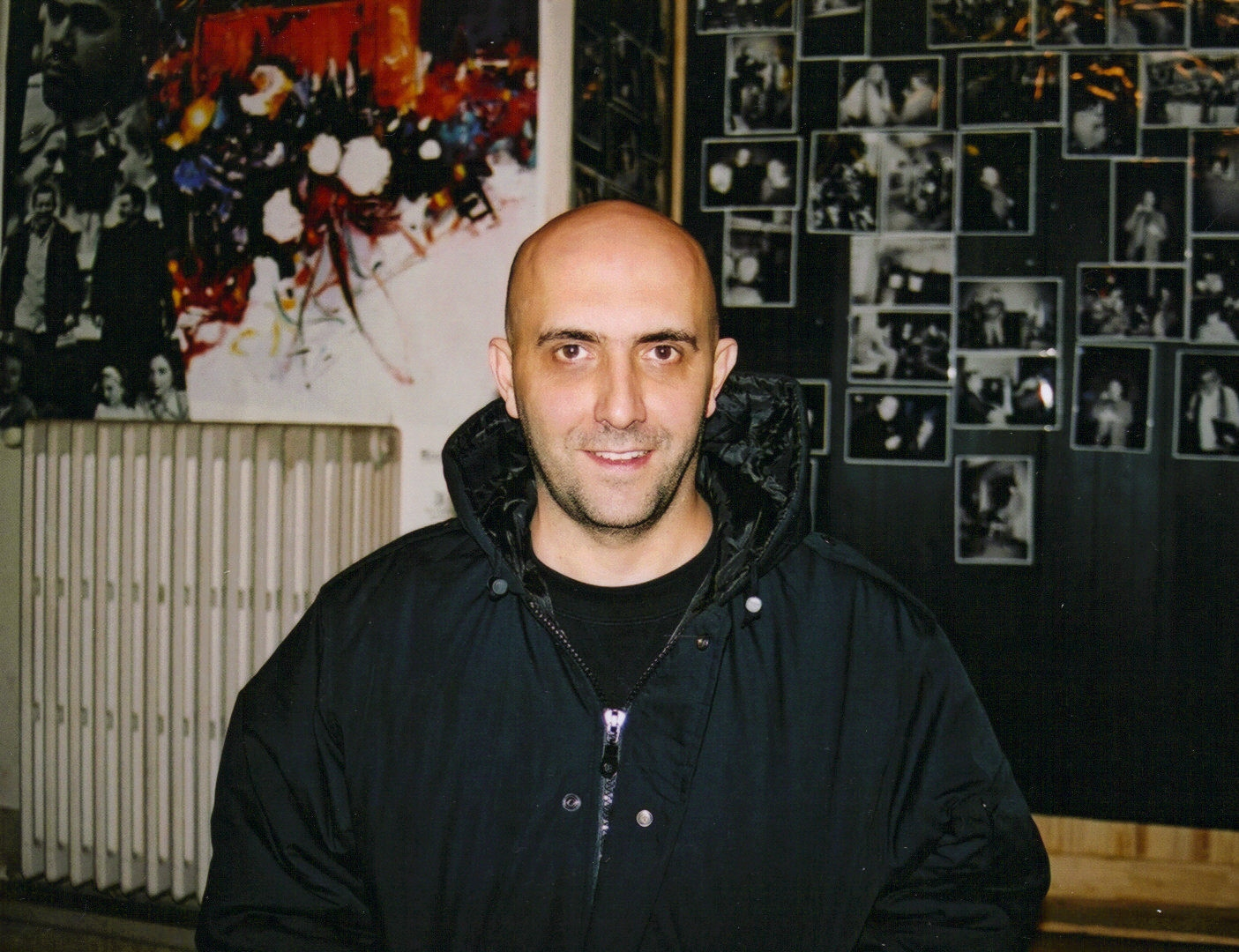
گاسپار نوئه فیلمساز
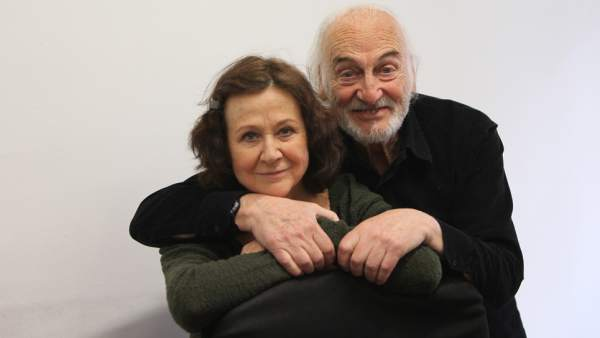
اکتور آلتریو بازیگر
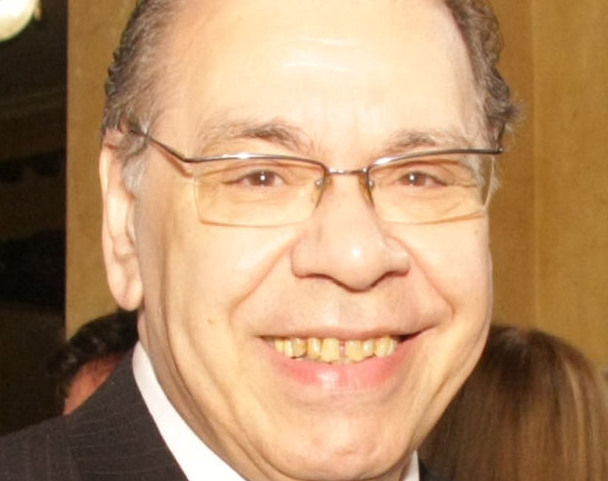
انریکو پینتی بازیگر
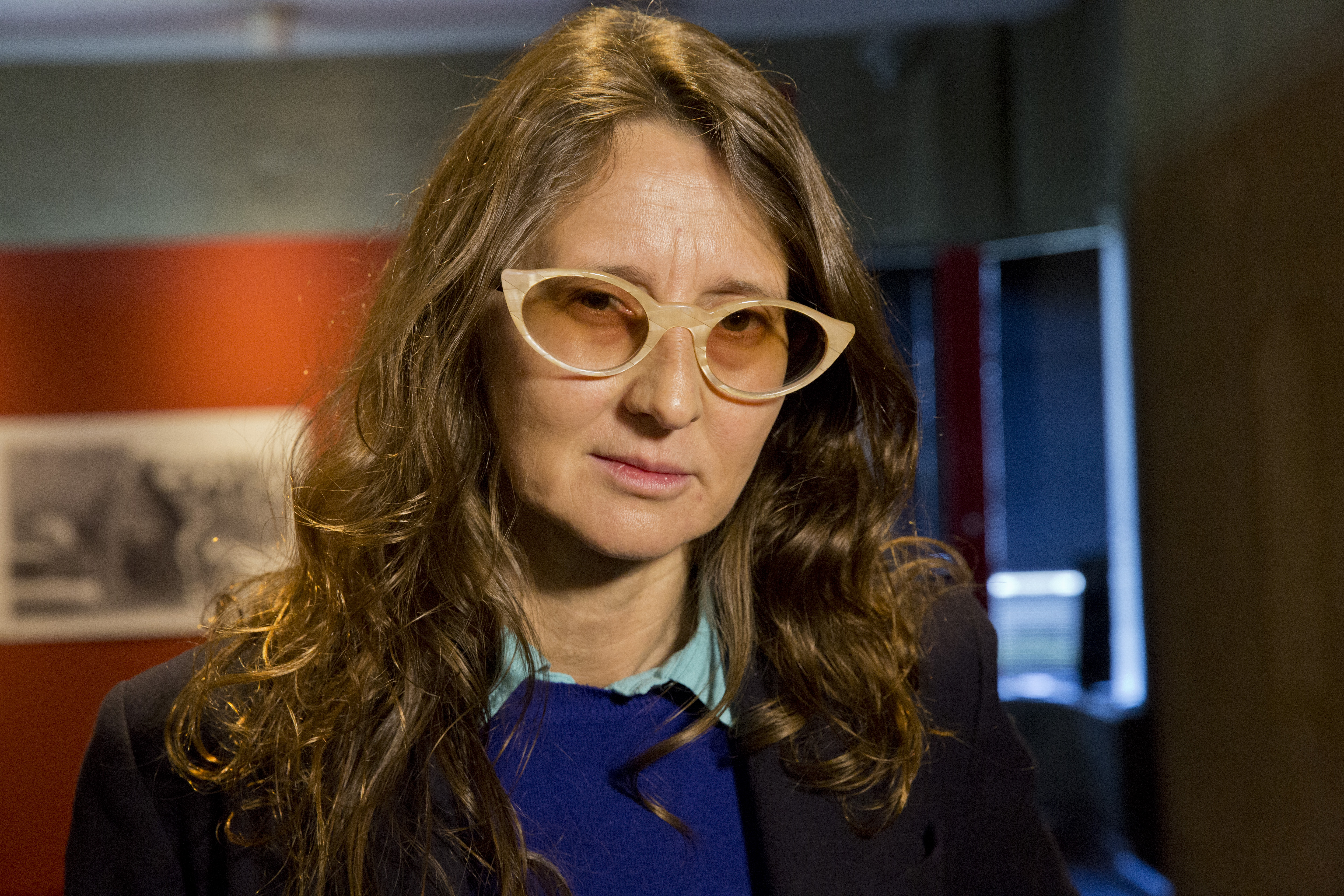
لوکرسیا مارتل کارگردان